# Balinor Buckhannah
Balinor Buckhannah è un personaggio importante del primo libro (La Spada di Shannara) della trilogia Il ciclo di Shannara scritto da Terry Brooks nel 1977.

## Storia
Balinor Buckhannah è il futuro re di Callahorn ed è un grande amico di Allanon. Viene mandato da quest'ultimo ad avvertire i fratelli Ohmsford che dovevano partire per Culhaven per ordine di Allanon.
In seguito prenderà parte alla spedizione verso la fortezza druida di Paranor, attualmente in mano al Signore degli Inganni, per recuperare la mitica Spada di Shannara con la quale Shea deve sconfiggere Brona.
Arrivato a Tyrsis, prende il comando dello stato, dato che il re è morto, riunisce la Legione della Frontiera che era stata sciolta da suo fratello Palance, e combatte contro l'immenso esercito del Signore degli Inganni vincendo.
Alla sua morte non ha eredi, quindi il regno passa in mano a un suo lontano cugino, più per caso che per volontà del popolo.